# Fageapseudes retusifrons
Fageapseudes retusifrons is een naaldkreeftjessoort uit de familie van de Apseudidae. De wetenschappelijke naam van de soort is voor het eerst geldig gepubliceerd in 1912 door Richardson.